# Condado de Fulton (Indiana)
O Condado de Fulton é um dos 92 condados do estado americano de Indiana. A sede do condado é Rochester, e sua maior cidade é Rochester. O condado possui uma área de 962 km² (dos quais 7 km² estão cobertos por água), uma população de 20 511 habitantes, e uma densidade populacional de 21 hab/km² (segundo o censo nacional de 2000). O condado foi fundado em 1836.